# 비자야나가라
비자야나가라(산스크리트어: विजयनगर)는 오늘날 인도 카르나타카주의 함피에 위치했던 중세 도시로, 비자야나가라 제국의 수도였다. 퉁가바드라강 유역에 위치한 이 도시는 넓은 지역에 걸쳐 있었으며 비자야나가라구, 발라리구 및 기타 구들을 포함했다. 함피 유적군으로 알려진 비자야나가라 유적의 일부는 오늘날 유네스코 세계문화유산으로 지정되어 있다.
힌두교 문헌에 언급된 고대 인류의 정착지였던 함피에는 비자야나가라 이전의 사원과 기념물이 있다. 비자야나가라는 캄팔리데바라야 치하의 캄필리 왕국에서 군인으로 일하던 상가마 형제가 이 유적지에서 설립했다. 도시는 급속도로 성장했다. 비자야나가라 중심의 제국은 북부의 이슬람 술탄국에 대한 장벽 역할을 하며 힌두교 생활과 학문의 재건, 다종교 활동, 급속한 인프라 개선, 경제 활동으로 이어졌다. 비자야나가라는 힌두교와 함께 자이나교와 이슬람교 등 다른 종교 공동체를 받아들여 다종교 기념물과 상호 영향을 주고받았다. 페르시아와 유럽 여행자들이 남긴 연대기에 따르면 비자야나가라는 번영하고 부유한 도시로 기록되어 있다.
서기 1500년까지 함피-비자야나가라는 중세 세계에서 2번째로 큰 도시(베이징 다음으로)이자 당시 인도에서 가장 부유한 도시로 페르시아와 포르투갈의 상인들을 끌어들였다.
그러나 인근 무슬림 술탄국과 힌두교 비자야나가라 사이의 전쟁은 16세기까지 계속되었다. 1565년 비자야나가라 황제 알리야 라마 라야가 생포된 후 처형당했고, 비자야나가라는 데칸의 무슬림 술탄 연합에 함락되어 6개월 동안 약탈 당하고 파괴된 후 폐허가 되었다.